# Opioidantagonist
Opioidantagonisten sind Rezeptorantagonisten der Opioidrezeptoren.
Opioidantagonisten verdrängen nach Applikation das Opioid bzw. das Opiat (Morphin, Heroin, Codein u. a.) mit der Folge, dass der Patient häufig schlagartig erwacht und sofort starke Entzugserscheinungen verspürt.
Da die Halbwertszeit von zum Beispiel Heroin deutlich länger ist als die von Naloxon, besteht die Gefahr, dass der Patient nach kurzer Zeit wieder in einen Dämmerzustand fällt (Rebound-Effekt). Sollte der Patient nach Gabe eines Opioidantagonisten versuchen, die Entzugssymptomatik mit erneuter Einnahme von Opiaten zu dämpfen, so ist eine Überdosierung mit möglicherweise tödlichen Folgen wahrscheinlich. Daher müssen Patienten nach Gabe von Opioid- bzw. Opiatantagonisten überwacht werden.
Naloxon und Naltrexon sind kompetitive Antagonisten. Buprenorphin ist ein partieller Agonist am µ-Opioidrezeptor. Nalmefen ist ein selektiver Opioidantagonist. Ein neuer Stoff, der nicht die Blut-Hirn-Schranke passieren kann, ist das Methylnaltrexon.
In der Notfallmedizin wird bei lebensbedrohlichen Opiatintoxikationen in der Regel das Antidot Naloxon intravenös verabreicht.

## Weiterführende Literatur
- G. Rodriguez-Manzo, A. Fernandez-Guasti: Opioid antagonists and the sexual satiation phenomen. In: Psychopharmacology. Band 122, 1995, S. 131–136.